# Das Leben drehen – Wie mein Vater versuchte, das Glück festzuhalten
Das Leben drehen – Wie mein Vater versuchte, das Glück festzuhalten ist ein Schweizer Dokumentarfilm von 2015. Er wurde 2017 als bester Dokumentarfilm für den Schweizer Filmpreis nominiert.
Eva Vitija bekam von ihrem Vater Joschy Scheidegger, als sie volljährig wurde, einen Film über ihr eigenes Leben. Die obsessive Art des Dokumentierens des Lebens seiner Tochter hat auf Eva eine traumatische Wirkung. Nach seinem Tod schafft sie es, sein Filmarchiv und seine Kamera zu übernehmen. So erlangt Eva ihre Intimität, die ihr der Vater mit seiner Kamera genommen hatte.
Der Film ist eine psychoanalytisch motivierte Kritik am Home movie und „eine glänzend erzählte“ autobiographische Erkundungsreise.